# Simplicia turpatalis
Simplicia turpatalis là một loài bướm đêm trong họ Noctuidae.